# Осипов, Сергей Владимирович (биолог)
Осипов Сергей Владимирович (род. 23 мая 1961 года, Владивосток, Приморский край) — российский эколог и биолог, специалист в области геоботаники, экологии и географии растительности. Заведующий лабораторией биогеографии и экологии Тихоокеанского института географии ДВО РАН, профессор Дальневосточного федерального университета. Доктор биологических наук.

## Биография
С. В. Осипов родился 23 мая 1961 года в г. Владивостоке.

### Образование
В 1983 году окончил биолого-почвенный факультет Дальневосточного государственного университета по специальности «Биология» с присвоением квалификации «Биолог. Преподаватель биологии и химии».
В 1988 году окончил аспирантуру Биолого-почвенного института ДВО АН СССР по специальности «Ботаника» под руководством А. Г. Крылова.
В 1990 году защитил диссертацию на соискание ученой степени кандидата биологических наук по теме «Растительный покров подгольцового пояса хребта Ям-Алинь».
В 2002 году защитил диссертацию на соискание ученой степени доктора биологических наук по теме «Структура растительного покрова таёжно-гольцового ландшафта: на примере Буреинского нагорья».
В 2005 году присвоено ученое звание доцента.

### Научная карьера
- 1983—2007 — стажер-исследователь, младший научный сотрудник, научный сотрудник, старший научный сотрудник, ведущий научный сотрудник лаборатории геоботаники Биолого-почвенного института ДВО РАН
- 1991—1997 — руководитель научной группы геоботаники Биолого-почвенного института ДВО РАН
- 2002—2008 — старший научный сотрудник Буреинского государственного природного заповедника
- 2002—2011 — профессор кафедры общей экологии Дальневосточного государственного университета
- с 2007 — заведующий лабораторией биогеографии и экологии Тихоокеанского института географии ДВО РАН
- с 2011 — профессор кафедры экологии Дальневосточного федерального университета

С. В. Осипов — член редколлегии научного журнала «Сибирский лесной журнал», «Комаровские чтения», член диссертационных советов по геоэкологии при Тихоокеанском институте географии ДВО РАН и экологии при Дальневосточном федеральном университете.

## Научная деятельность
Научные интересы С. В. Осипова лежат в области геоботаники, экологии и географии растений, биоценологии, ландшафтной экологии, биогеографии и природопользования. В результате многолетних научных исследований им разработана единая методология исследования растительного покрова на нескольких ценотических и ландшафтных уровнях: синузий, сообществ, комбинаций, высотных зон, в том числе существенно развита методология изучения зональности растительного покрова горных территорий. С. В. Осипов развил понятие «жизненная форма растительности» для эколого-структурного подхода к классификации надорганизменных растительных систем ценотических и ландшафтных уровней. Понятие «жизненной формы растительности», по мнению С. В. Осипова, является достаточным основанием для классификации экологических систем, доминантой которых является растительность.
В 2017 году получил Премию имени академика И. П. Дружинина за цикл статей, посвященных исследованию экологической структуры гольцово-таёжных ландшафтов. Работы в основном подготовлены на материале исследований в Буреинском нагорье, в центральной части которого расположен Буреинский заповедник.
С. В. Осипов является научным руководителем кандидатских диссертаций.

### Научные работы
Автор более 120 научных работ.
Избранные научные работы:
- Осипов С. В. Растительный покров таёжно-гольцовых ландшафтов Буреинского Нагорья: монография. Владивосток, 2002.
- Осипов С. В. Растительный покров природного заповедника «Буреинский» (Горные таёжные и гольцовые ландшафты Приамурья): монография. Владивосток, 2012.
- Осипов С. В. Растительный покров осевой части Хребта Ям-Алинь (Дальний Восток, Амуро-Удское Междуречье). Типы территориальных единиц // Ботанический журнал. 1991. Т. 79. № 7. С. 66-74.
- Осипов С. В. Изучение строения растительного покрова на основе сравнения соседних участков // Ботанический журнал. 1992. Т. 77. № 8. С. 127—135.
- Осипов С. В. О системе методов детально-маршрутных исследований растительного покрова // Сибирский экологический журнал. 2002. Т. 9. № 2. С. 145—155.
- Осипов С. В. Понятия «плакор» и «зональное местообитание» и их использование при выявлении зональной растительности и зональных экосистем // Известия Российской академии наук. Серия географическая. 2006. № 2. С. 59-65.
- Осипов С. В. Серийная растительность участков золотодобычи в таёжной зоне Нижнего Приамурья // Ботанический журнал. 2006. Т. 91. № 4. С. 521—532.
- Осипов С. В. Динамика растительного покрова таёжных и гольцовых ландшафтов в верховьях реки Бурея (Дальневосточный сектор Азии) // Сибирский экологический журнал. 2012. Т. 19. № 3. С. 325—335.
- Osipov S. V. Vegetation dynamics of taiga and alpine landscapes in the upper part of the Bureya river basin // Contemporary Problems of Ecology. 2012. Vol. 5. № 3. P. 235—243.